# Danh sách cầu thủ tham dự Giải vô địch bóng đá Đông Nam Á 1996
Đây là các đội hình tham dự Giải vô địch bóng đá Đông Nam Á 1996 tổ chức bởi Singapore, diễn ra từ ngày 1 đến 15 tháng 9 năm 1996. Tuổi của cầu thủ được tính đến ngày khai mạc giải đấu (1 tháng 9 năm 1996).

## Bảng A

### Indonesia
| Số | Vt | Cầu thủ                | Ngày sinh (tuổi)            | Số trận | Câu lạc bộ            |
| -- | -- | ---------------------- | --------------------------- | ------- | --------------------- |
| 1  | TM | Listianto Raharjo      | 2 tháng 9, 1967 (28 tuổi)   |         | Pelita Jaya           |
| 2  | HV | Anang Ma'ruf           | 20 tháng 5, 1976 (20 tuổi)  |         | Persebaya Surabaya    |
| 3  | HV | Aji Santoso            | 6 tháng 4, 1970 (26 tuổi)   |         | Persebaya Surabaya    |
| 4  | HV | Yeyen Tumena           | 16 tháng 5, 1976 (20 tuổi)  |         | PSM Makassar          |
| 5  | HV | Aples Gideon Tecuari   | 21 tháng 4, 1973 (23 tuổi)  |         | Persipura Jayapura    |
| 6  | HV | Robby Darwis           | 30 tháng 10, 1964 (31 tuổi) |         | Persib Bandung        |
| 7  | TĐ | Widodo Putro           | 8 tháng 11, 1970 (25 tuổi)  |         | Petrokimia Putra      |
| 8  | TĐ | Peri Sandria           | 23 tháng 9, 1969 (26 tuổi)  |         | Mastrans Bandung Raya |
| 9  | HV | Budiman                | 5 tháng 8, 1972 (24 tuổi)   |         | Mastrans Bandung Raya |
| 10 | TĐ | Kurniawan Dwi Yulianto | 13 tháng 7, 1976 (20 tuổi)  |         | Persipura Jayapura    |
| 11 | TV | Bima Sakti             | 23 tháng 1, 1976 (20 tuổi)  |         | Pelita Jaya           |
| 12 | TV | Chris Yarangga         | 21 tháng 2, 1973 (23 tuổi)  |         | Persipura Jayapura    |
| 14 | TV | Eri Irianto            | 12 tháng 1, 1974 (22 tuổi)  |         | Persebaya Surabaya    |
| 16 | TV | Fachri Husaini         | 27 tháng 7, 1965 (31 tuổi)  |         | Pupuk Kaltim Bontang  |
| 18 | TV | Supriyono              |                             |         | Pelita Jaya           |
| 19 | HV | Nur'Alim               |                             |         | Mastrans Bandung Raya |
| 20 | TM | Sumardi                | 26 tháng 6, 1972 (24 tuổi)  |         | Pupuk Kaltim Bontang  |
| 22 | TV | Ansyari Lubis          | 28 tháng 7, 1970 (26 tuổi)  |         | Persija Jakarta       |
| 23 | TM | Kurnia Sandy           | 24 tháng 8, 1975 (21 tuổi)  |         | Pelita Jaya           |
| 24 | TV | Nandang Kurniadi       |                             |         | Persib Bandung        |

### Việt Nam
Huấn luyện viên:  Karl-Heinz Weigang
| Số | Vt | Cầu thủ               | Ngày sinh (tuổi)            | Số trận | Câu lạc bộ                    |
| -- | -- | --------------------- | --------------------------- | ------- | ----------------------------- |
| 1  | TM | Nguyễn Văn Cường      | 14 tháng 6, 1966 (30 tuổi)  |         | Bình Định                     |
| 2  | HV | Lê Đức Anh Tuấn       | 12 tháng 8, 1969 (27 tuổi)  |         | Huế                           |
| 3  | HV | Nguyễn Chí Bảo        | 8 tháng 6, 1972 (24 tuổi)   |         | Công an Thành phố Hồ Chí Minh |
| 4  | HV | Nguyễn Hữu Thắng      | 2 tháng 12, 1972 (23 tuổi)  |         | Sông Lam Nghệ An              |
| 5  | HV | Võ Hoàng Bửu          | 10 tháng 7, 1968 (28 tuổi)  |         | Cảng Sài Gòn                  |
| 7  | HV | Đỗ Văn Khải           | 1 tháng 4, 1974 (22 tuổi)   |         | Hải Quan                      |
| 8  | TV | Nguyễn Hồng Sơn       | 9 tháng 10, 1970 (25 tuổi)  |         | Thể Công                      |
| 9  | TĐ | Huỳnh Quốc Cường      | 15 tháng 8, 1972 (24 tuổi)  |         | Đồng Tháp                     |
| 10 | TĐ | Lê Huỳnh Đức          | 20 tháng 4, 1972 (24 tuổi)  |         | Công an Thành phố Hồ Chí Minh |
| 14 | TV | Nguyễn Hữu Đang       | 5 tháng 3, 1969 (27 tuổi)   |         | Khánh Hòa                     |
| 15 | HV | Nguyễn Mạnh Cường (c) | 5 tháng 8, 1965 (31 tuổi)   |         | Thể Công                      |
| 16 | TM | Nguyễn Văn Phụng      | 12 tháng 2, 1968 (28 tuổi)  |         | Cảng Sài Gòn                  |
| 17 | HV | Nguyễn Phan Hoài Linh | 5 tháng 6, 1973 (23 tuổi)   |         | Công an Thành phố Hồ Chí Minh |
| 18 | TV | Đặng Phương Nam       | 15 tháng 12, 1976 (19 tuổi) |         | Thể Công                      |
| 19 | TV | Nguyễn Hồng Hải       | 24 tháng 9, 1972 (23 tuổi)  |         | Lâm Đồng                      |
| 20 | HV | Trần Công Minh        | 1 tháng 9, 1970 (26 tuổi)   |         | Đồng Tháp                     |
| 23 | HV | Nguyễn Thiện Quang    | 13 tháng 3, 1970 (26 tuổi)  |         | Công an Thành phố Hồ Chí Minh |
| 25 | TĐ | Ngô Quang Trường      | 21 tháng 1, 1972 (24 tuổi)  |         | Sông Lam Nghệ An              |

### Myanmar
Huấn luyện viên:
| Số | Vt | Cầu thủ          | Ngày sinh (tuổi)           | Số trận | Câu lạc bộ |
| -- | -- | ---------------- | -------------------------- | ------- | ---------- |
|    |    | Tin Myo Aung     |                            | N/A     |            |
|    |    | Win Aung         |                            | N/A     |            |
|    | TĐ | Myo Hlaing Win   | 24 tháng 5, 1973 (23 tuổi) | N/A     |            |
|    | HV | Maung Maung Oo   |                            | N/A     |            |
|    | HV | Maung Maung Htay | 4 tháng 3, 1976 (20 tuổi)  | N/A     |            |

### Lào
Huấn luyện viên: Songphu Phongsa
| Số | Vt | Cầu thủ                   | Ngày sinh (tuổi)            | Số trận | Câu lạc bộ |
| -- | -- | ------------------------- | --------------------------- | ------- | ---------- |
|    | TM | Soulivanh Xenvilay        | 14 tháng 3, 1963 (33 tuổi)  |         |            |
|    | TV | Chalana Luang-Amath       | 10 tháng 5, 1972 (24 tuổi)  |         |            |
|    | TĐ | Bounlap Khenkitisack      | 19 tháng 6, 1966 (30 tuổi)  |         |            |
|    | TĐ | Keolakhone Channiphone    | 10 tháng 1, 1970 (26 tuổi)  |         |            |
|    | TV | Saysana Savatdy           | 25 tháng 3, 1963 (33 tuổi)  |         |            |
|    |    | Phonesavanh Phimmasean    |                             |         |            |
|    |    | Chantoavong Khamsay       |                             |         |            |
|    | TV | Homsombath Khonsavanh     | 23 tháng 10, 1972 (23 tuổi) |         |            |
|    |    | Souryamath Thanongsine    |                             |         |            |
|    |    | Sayavong Vilayphone       | 4 tháng 9, 1973 (22 tuổi)   |         |            |
|    |    | Xayavong Phonepadith      | 1 tháng 3, 1972 (24 tuổi)   |         |            |
|    |    | Thongsouvannarath Bounlap |                             |         |            |
|    |    | Vannbouathong Bounlap     |                             |         |            |
|    | HV | Ananh Thepsouvanh         | 21 tháng 10, 1981 (14 tuổi) |         |            |

### Campuchia
Huấn luyện viên:  Joachim Fickert
| Số | Vt | Cầu thủ         | Ngày sinh (tuổi)            | Số trận | Câu lạc bộ |
| -- | -- | --------------- | --------------------------- | ------- | ---------- |
| 1  | TM | Nhem Bun Thon   | 5 tháng 10, 1972 (23 tuổi)  |         |            |
| 18 | TM | Ouk Chamrong    | 15 tháng 4, 1969 (27 tuổi)  |         |            |
|    |    | So Serei Vuth   | 1 tháng 1, 1967 (29 tuổi)   |         |            |
|    |    | Pros Him        | 1 tháng 8, 1976 (20 tuổi)   |         |            |
|    |    | Ing Keochenda   |                             |         |            |
|    |    | Hem Samchay     | 6 tháng 6, 1967 (29 tuổi)   |         |            |
|    |    | Oum Savong      | 7 tháng 1, 1971 (25 tuổi)   |         |            |
|    |    | Nuth Sony       |                             |         |            |
|    |    | Prak Sovannara  | 7 tháng 11, 1972 (23 tuổi)  |         |            |
|    | TĐ | Hok Sochetra    | 11 tháng 11, 1973 (22 tuổi) |         |            |
|    |    | Chuon Maline    | 15 tháng 7, 1970 (26 tuổi)  |         |            |
|    |    | Kert Bunnarith  |                             |         |            |
|    |    | Prak Vuthy      | 5 tháng 8, 1970 (26 tuổi)   |         |            |
|    |    | Chan Arunreath  | 1 tháng 7, 1973 (23 tuổi)   |         |            |
|    |    | Lim Raksmey     | 9 tháng 12, 1975 (20 tuổi)  |         |            |
|    |    | Sib Sovannarith | 5 tháng 1, 1968 (28 tuổi)   |         |            |
|    |    | Phanarith Phum  | 1 tháng 5, 1976 (20 tuổi)   |         |            |
|    |    | Nou Pech Kiri   | 18 tháng 1, 1970 (26 tuổi)  |         |            |
|    |    | Thon Vuthy      | 13 tháng 6, 1968 (28 tuổi)  |         |            |

## Bảng B

### Thái Lan
Huấn luyện viên: Thawatchai Sartjakul
| Số | Vt | Cầu thủ                    | Ngày sinh (tuổi)            | Số trận | Câu lạc bộ                 |
| -- | -- | -------------------------- | --------------------------- | ------- | -------------------------- |
| 1  | TM | Wacharapong Somcit         | 21 tháng 8, 1975 (21 tuổi)  | N/A     | Bangkok Bank F.C.          |
| 18 | TM | Nipon Malanont             | 10 tháng 11, 1966 (29 tuổi) | N/A     | Thai Farmer Bank           |
| 2  | HV | Kritsada Piandit           | 2 tháng 12, 1971 (24 tuổi)  | N/A     | TOT                        |
| 4  | HV | Pattanapong Sripramote     | 3 tháng 2, 1974 (22 tuổi)   | N/A     | Raj Pracha                 |
| 5  | HV | Jakarat Tonhongsa          | 29 tháng 9, 1973 (22 tuổi)  | N/A     | Osotsapa                   |
| 7  | HV | Natee Thongsookkaew(c)     | 9 tháng 11, 1966 (29 tuổi)  | N/A     | Royal Thai Police          |
| 19 | HV | Surachai Jirasirichote     | 13 tháng 10, 1970 (25 tuổi) | N/A     | Sinthana                   |
|    | HV | Tiwakorn Suksod            |                             | N/A     | Thai Port                  |
| 6  | TV | Sanor Longsawang           | 2 tháng 12, 1971 (24 tuổi)  | N/A     | Thai Farmer Bank           |
| 8  | TV | ApiTchad Thaveechalermdit  | 10 tháng 1, 1965 (31 tuổi)  | N/A     | Bangkok Bank F.C.          |
| 11 | TV | Yutthana Polsak            | 21 tháng 3, 1970 (26 tuổi)  | N/A     | Raj Pracha                 |
| 12 | TV | Surachai Jaturapattarapong | 20 tháng 11, 1969 (26 tuổi) | N/A     | Stock Exchange of Thái Lan |
| 14 | TV | Worrawoot Srimaka          | 8 tháng 12, 1971 (24 tuổi)  | N/A     | BEC Tero Sasana F.C.       |
| 17 | TV | Dusit Chalermsan           | 22 tháng 4, 1970 (26 tuổi)  | N/A     | BEC Tero Sasana F.C.       |
| 22 | TV | Phithaya Santawong         |                             | N/A     | Stock Exchange of Thái Lan |
| 9  | TĐ | Netipong Srithong-in       | 8 tháng 9, 1972 (23 tuổi)   | N/A     | Thai Farmer Bank           |
| 13 | TĐ | Kiatisuk Senamuang         | 11 tháng 8, 1973 (23 tuổi)  | N/A     | Raj Pracha                 |
|    | TĐ | Samarn Disantiae           |                             | N/A     | Raj Pracha                 |

### Malaysia
Huấn luyện viên: Wan Jamak Wan Hassan
| Số | Vt | Cầu thủ                | Ngày sinh (tuổi)            | Số trận | Câu lạc bộ         |
| -- | -- | ---------------------- | --------------------------- | ------- | ------------------ |
| 22 | TM | Khairul Azman Mohamed  | 5 tháng 3, 1968 (28 tuổi)   | N/A     | Sabah FA           |
| 1  | TM | Muadzar Mohamad        | 20 tháng 1, 1966 (30 tuổi)  | N/A     | Pahang FA          |
| 17 | HV | Zainal Abidin Hassan   | 9 tháng 11, 1962 (33 tuổi)  | N/A     | Pahang FA          |
| 13 | HV | Zami Mohamad Noor      | 24 tháng 2, 1972 (24 tuổi)  | N/A     | Negeri Sembilan FA |
| 5  | HV | B. Rajanikandh         | N/A                         | N/A     | Negeri Sembilan FA |
| 3  | HV | Faizal Zainal          | 12 tháng 2, 1974 (22 tuổi)  | N/A     | Negeri Sembilan FA |
| 15 | HV | Azmil Azali            | N/A                         | N/A     | Johor FA           |
| 7  | HV | Mohd Nazri Yunus       | N/A                         | N/A     | Sarawak FA         |
|    | HV | Mohd Raizuwah Idris    | N/A                         | N/A     | Pahang FA          |
| 12 | TV | K. Sanbagamaran        | N/A                         | N/A     | Selangor FA        |
| 9  | TV | Dollah Salleh          | 10 tháng 10, 1963 (32 tuổi) | N/A     | Pahang FA          |
| 18 | TV | Yap Wai Loon           | N/A                         | N/A     | Kuala Lumpur FA    |
| 4  | TV | Mohd Rizal Sukiman     | N/A                         | N/A     | Johor FA           |
| 16 | TV | Idris Abdul Karim      | 29 tháng 11, 1976 (19 tuổi) | N/A     | Johor FA           |
| 6  | TV | M. Chandran            | N/A                         | N/A     | Selangor FA        |
| 19 | TĐ | Azman Adnan            | 1 tháng 11, 1971 (24 tuổi)  | N/A     | Selangor FA        |
| 14 | TĐ | Rusdee Sulong          | N/A                         | N/A     | Johor FA           |
|    | TĐ | Annuar Abu Bakar       | N/A                         | N/A     | Selangor FA        |
|    | TĐ | Shamsurin Abdul Rahman | 7 tháng 7, 1967 (29 tuổi)   | N/A     | Sarawak FA         |

### Singapore
Huấn luyện viên:  Barry Whitbread
| Số | Vt | Cầu thủ            | Ngày sinh (tuổi)            | Số trận | Câu lạc bộ             |
| -- | -- | ------------------ | --------------------------- | ------- | ---------------------- |
| 1  | TM | David Lee          | 10 tháng 4, 1958 (38 tuổi)  | N/A     | Geylang United         |
|    | TM | Bashir Khan        |                             | N/A     | Singapore              |
|    | HV | Lim Tong Hai       | 14 tháng 5, 1969 (27 tuổi)  | N/A     | Tiong Bahru United     |
|    | HV | Kadir Yahaya       | 15 tháng 2, 1968 (28 tuổi)  | N/A     | Singapore              |
|    | HV | Aide Iskandar      | 28 tháng 5, 1975 (21 tuổi)  | N/A     | Police                 |
|    | HV | S Subramani        | 5 tháng 8, 1972 (24 tuổi)   | N/A     | Singapore              |
|    | HV | Saswadimata Dasuki | 8 tháng 4, 1969 (27 tuổi)   | N/A     | Singapore              |
|    | HV | Borhan Abu Samah   | 30 tháng 11, 1964 (31 tuổi) | N/A     | Geylang United         |
| 12 | TV | Zulkarnaen Zainal  | 1 tháng 10, 1973 (22 tuổi)  | N/A     | Geylang United         |
| 3  | TV | Rafi Ali           | 11 tháng 12, 1972 (23 tuổi) | N/A     | Singapore Armed Forces |
| 11 | TV | Nazri Nasir        | 17 tháng 1, 1971 (25 tuổi)  | N/A     | Sembawang Rangers      |
|    | TV | Hasnim Haron       | 21 tháng 12, 1966 (29 tuổi) | N/A     | Johor FA               |
|    | TV | Malek Awab         | 11 tháng 1, 1961 (35 tuổi)  | N/A     | Singapore              |
|    | TV | Zulkifli Kartoyoho |                             | N/A     | Singapore              |
|    | TV | Samawira Basri     | 2 tháng 9, 1972 (23 tuổi)   | N/A     | Tiong Bahru United     |
| 14 | TV | Steven Tan         | 28 tháng 12, 1970 (25 tuổi) | N/A     | Tiong Bahru United     |
| 20 | TĐ | V. Selvaraj        | 12 tháng 2, 1969 (27 tuổi)  | N/A     | Singapore Armed Forces |
| 17 | TĐ | Fandi Ahmad (c)    | 29 tháng 5, 1962 (34 tuổi)  | N/A     | Geylang United         |

Source:

### Philippines
Huấn luyện viên:  Noel Casilao 

Note: Only partial squad known.
| Số | Vt | Cầu thủ                | Ngày sinh (tuổi)            | Số trận | Câu lạc bộ      |
| -- | -- | ---------------------- | --------------------------- | ------- | --------------- |
|    | TM | Jose Marcelino Carpio  | 2 tháng 6, 1965 (31 tuổi)   |         |                 |
|    | TM | Martin Ramos           |                             |         |                 |
|    | HV | Alvin Ocampo           | 5 tháng 8, 1977 (19 tuổi)   |         |                 |
|    | HV | Loreto Kalalang        | 24 tháng 8, 1974 (22 tuổi)  |         |                 |
|    | HV | Judy Saluria           | 11 tháng 12, 1970 (25 tuổi) |         | Philippine Army |
|    | HV | Gil Talavera           | 7 tháng 12, 1972 (23 tuổi)  |         |                 |
|    | HV | Ramil Mauncca          | 16 tháng 10, 1976 (19 tuổi) |         |                 |
|    | TV | Marlon Piñero          | 10 tháng 1, 1972 (24 tuổi)  |         |                 |
|    | TV | Jeofrey Lobaton        | 10 tháng 9, 1975 (20 tuổi)  |         | Philippine Army |
|    | TV | Eduardo Marasigan      | 13 tháng 6, 1971 (25 tuổi)  |         |                 |
|    | TV | Vicente Filamer Rosell | 4 tháng 7, 1967 (29 tuổi)   |         |                 |
|    | TV | Roberto Bayona         |                             |         |                 |
|    | TĐ | Maxie Abad (c)         |                             |         |                 |
|    | TĐ | Reydric Viliran        | 16 tháng 5, 1974 (22 tuổi)  |         |                 |
|    |    | Christopher Belandres  |                             |         |                 |
|    |    | Randy Valbuena         |                             |         |                 |